# Иверский переулок
Иве́рский переу́лок — небольшая улица в центре Москвы в Замоскворечье между Малой и Большой Ордынкой.

## История
Назван по приделу Иверской иконы Божией Матери при церкви Святого Георгия что на Всполье (Большая Ордынка, 39). Известен под этим названием с XIX века, ранее назывался Георгиевский переулок — по самой церкви.

## Описание
Иверский переулок соединяет Малую и Большую Ордынку севернее храма Иверской иконы Божией Матери на Всполье.